# Пулітцерівський фонд мистецтв
Пулітцерівський фонд мистецтв (англ. Pulitzer Foundation for the Arts) в Сент-Луїс (Міссурі) відкритий 2001 р. у будівлі, збудованій за проєктом всесвітньо відомого японського архітектора Тадао Андо. 

## Історія
Пулітцерівський фонд мистецтв був створений в 2001 році Емілі Раух Пулітцер, яка, разом зі своїм чоловіком Джозефом Пулітцером-молодшим (1913–1993), онуком Джозефа Пулітцера - засновника Пулітцерівської премії, спочатку прагнули створити простір для своєї приватної колекції. Пулітцери звернулися до Тадао Андо на початку 1990-х років і доручили йому відремонтувати занедбаний автомобільний завод і виставковий зал в розважальному районі Сент-Луїсу Гренд Центр. Під час розробки цього проєкту Джозеф Пулітцер помер і проєкт не був реалізований. Емілі Раух Пулітцер повернулася до цієї ідеї у 1993 році, і запросила Андо до будівництва, що зрештою вилилось у його першу окрему громадську будівлю, зведену в США.
Перша виставка Пулітцерівського фонда мистецтв була відкрита у жовтні 2001 року і зібрала підбірку робіт з приватних колекцій Пулітцерів, в тому числі художні роботи Роя Ліхтенштейна, Клода Моне, Пабло Пікассо, Марка Ротко, Кікі Сміт і Енді Воргола. Починаючи з другої виставки вибраних творів Еллсворт Келлі з колекцій Сент-Луїса , Пулітцерівський фонд мистецтв розширив сферу своїх виставок, включаючи туди роботи не лиши з приватної колекції родини. Ця практика збереглась у майже всіх наступних виставках.
Діючи під назвою Фонду Пулітцера з мистецтв з 2001 по 2014, Пулітцерівський фонд мистецтв представив різноманітні виставки, включно з груповими показами мінімалізму, буддійського мистецтва, Старих майстрів і сучасними темами, а також окремими виставками сучсних митців: Дена Флавіна, Енн Гамільтон, Гордон Матта-Кларк, Річарда Серра, Хіроші Сугімото, та інших. 
Щоб створити умови для альтернативного погляду і спілкування з мистецтвом, на відміну від традиційних музеїв, у Пулітцерівському фонді мистецтв роботи не мають підписів.

## Програми
Пулітцерівка бере участь у різних державних програмах, які безпосередньо пов'язані з виставками, такими як симпозіуми, панельні дискусії, архітектурні тури, вистави, читання поезій, а також різноманітні студентські ініціативи та заходи. Крім того, Пулітцерівка бере участь у постійній серії спільних камерних концертів сучасної музики з Симфонічним оркестром Сент-Луїсу. Концертні програми підбираються так, щоб вони були пов'язані з виставленими творами мистецтва.

## Виноски
1. ↑  archINFORM — 1994.
2. ↑  Dan Flavin: Constructed Light web catalogue. Архів оригіналу за 3 квітня 2015. Процитовано 19 березня 2015.
3. ↑  stylus — a project by ann hamilton web catalogue. Архів оригіналу за 3 липня 2010. Процитовано 19 березня 2015.
4. ↑  Urban Alchemy/Gordon Matta-Clark web catalogue. Архів оригіналу за 8 травня 2015. Процитовано 19 березня 2015.
5. ↑  Sculpture and Drawings by Richard Serra web catalogue. Архів оригіналу за 17 грудня 2014. Процитовано 19 березня 2015.
6. ↑  Hiroshi Sugimoto: Photographs of Joe web catalogue. Архів оригіналу за 30 вересня 2011. Процитовано 19 березня 2015.